# 科希強縣

52°5′N 16°39′E / 52.083°N 16.650°E
科希強縣（波蘭語：Powiat kościański），是波蘭的縣份，位於該國中西部，由大波蘭省負責管轄，首府設於科希強，面積723平方公里，2006年人口77,760，人口密度每平方公里110人。